# HLB-waarde
De HLB-waarde is een dimensieloos getal, dat het relatieve belang aangeeft van de polaire of hydrofiele groep(en) ten opzichte van de apolaire of lipofiele groepen van een oppervlakte-actieve stof. HLB staat voor Hydrofiel-Lipofiel-Balans. De HLB-waarde geeft aan in hoeverre de oppervlakte-actieve stof hydrofiel is dan wel lipofiel. HLB waarde laat zien welke stof dominant is in een oplossing.

## Formule van Griffin
De HLB-waarde werd in 1949 voorgesteld door W.C. Griffin, die voor niet-ionische tensiden de volgende formule gaf:
HLB = 20 * Mh/M
met Mh de molaire massa van het hydrofiele gedeelte van het molecuul en M de molaire massa van het gehele molecuul. De factor 20 werd arbitrair gekozen door Griffin.
De HLB-waarde ligt dus steeds tussen 0 en 20. Een HLB-waarde van 0 duidt op een volledig hydrofobe stof (onoplosbaar in water) en 20 op een volledig hydrofiele stof (zeer goed oplosbaar in water). Oppervlakte-actieve stoffen met een HLB < 10 zijn vetoplosbaar; met een HLB > 10 zijn ze wateroplosbaar.
De HLB-waarde kan men gebruiken om het toepassingsgebied van een oppervlakte-actieve stof te voorspellen:
- HLB-waarden tussen 0 en 3 zijn kenmerkend voor antischuimmiddelen
- HLB-waarden tussen 2 en 8 duiden op een water-in-olie-emulgator (meest geschikt is HLB tussen 4 en 6)
- HLB-waarden tussen 8 en 18 duiden op een olie-in-water-emulgator
- Detergenten hebben typisch een HLB-waarde tussen 13 en 15
- Hydrotrope stoffen hebben een HLB-waarde van 10 tot 18.

## Formule van Davies
Naast de formule van Griffin zijn er nog andere methoden voorgesteld om de HLB-waarde te bepalen. In 1957 stelde J.T. Davies een methode voor, waarin aan elke hydrofiele en lipofiele groep in het molecuul een waarde wordt toegekend die afhankelijk is van de relatieve sterkte van de groep. De HLB-waarde is dan:
HLB = 7 + som(hydrofiele waarden) - som(lipofiele waarden)

## Voorbeeld

Alkylpolyglycoside met glucose-eenheden

Alkylpolyglycosiden zijn oppervlakte-actieve stoffen die bestaan uit een lipofiele alkylgroep en een hydrofiel suikergedeelte. Als het suikergedeelte uit glucose-eenheden bestaat, is de molecuulformule:
CnH2n+1-O-(C6H10O5)mH
Gebruikelijke waarden voor n zijn 8 tot 16 en voor m, 1 tot 5.
Schematisch kan de molecule voorgesteld worden als AOG met A = de alkylgroep, G = de glucosegroep en O = zuurstof.
De molaire massa van een glucose-eenheid is 6*12 + 10 + 5*16 = 162. De molaire massa van de hydrofiele groep (OG) is dus 162*m + 16 + 1 (16 voor zuurstof en 1 voor het waterstofatoom op het einde van de groep).
De molaire massa voor de lipofiele groep A is n*12 + (2*n+1), met n het aantal koolstofatomen in de groep. Stel dat n=10 dan is dit 141. Als het gemiddeld aantal glucose-eenheden m gelijk is aan 2, is de HLB-waarde in dat geval:
HLB = 20*341/(341+141) = 14,1
wat erop wijst dat dergelijke stof geschikt is als detergent.
Als de alkylgroep langer is, is de stof minder hydrofiel en verlaagt de HLB-waarde. Als n= 16 zou zijn in dit voorbeeld, wordt de HLB:
HLB = 20*341/(341+225) = 12.
Als er meer glucose-eenheden zijn, verhoogt de HLB-waarde; met n=12 en m=4 wordt de HLB:
HLB = 20*665/(665+141) = 16,5
Dit betekent dat de stof meer oplosbaar is in water en minder bruikbaar als detergent.